# Hyponephele chitralica
Hyponephele chitralica är en fjärilsart som beskrevs av Evans 1924. Hyponephele chitralica ingår i släktet Hyponephele och familjen praktfjärilar. Inga underarter finns listade i Catalogue of Life.